# Stazione meteorologica di Pesaro Osservatorio "Valerio"

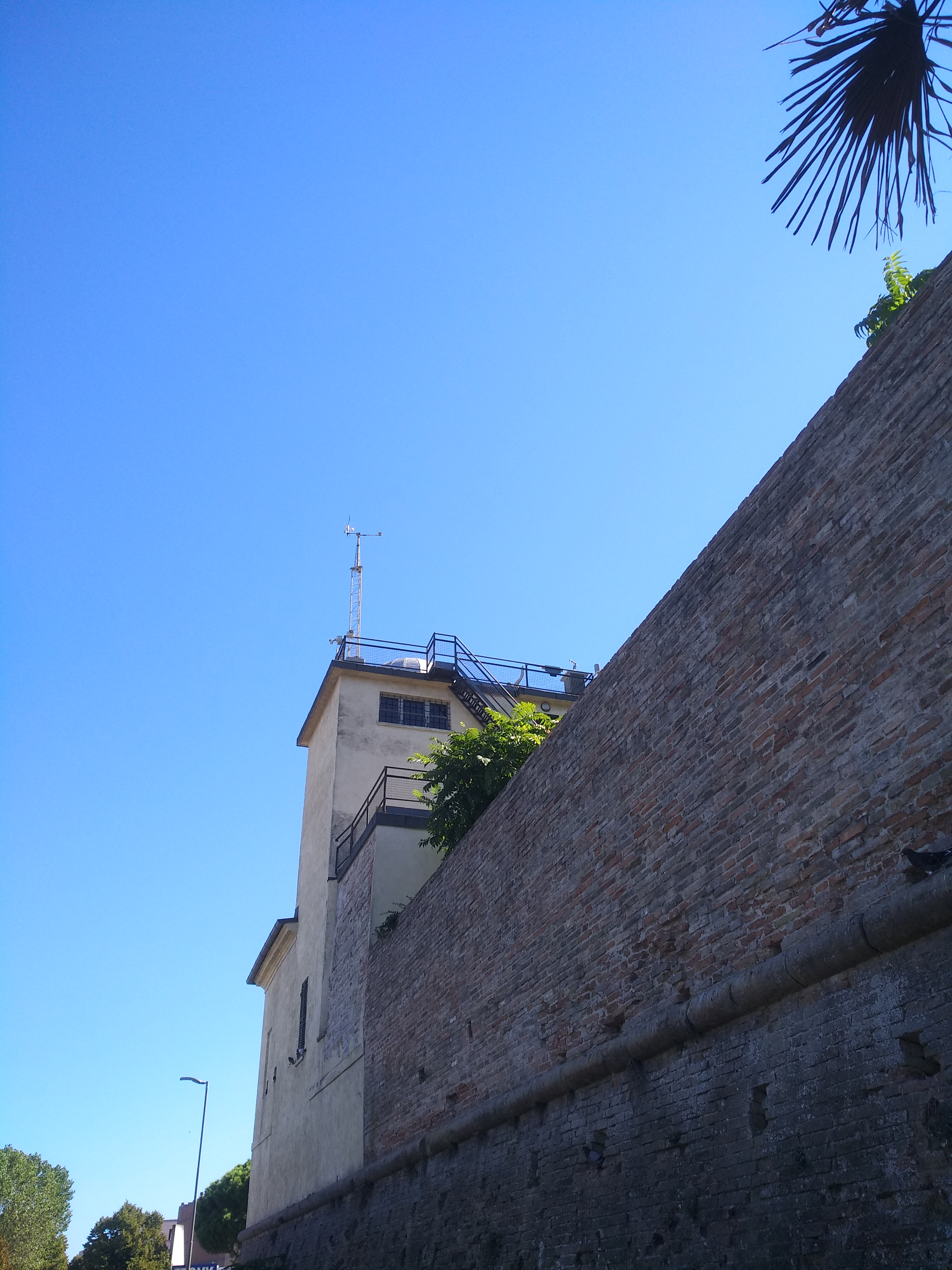
Stazione meteorologica di Pesaro Osservatorio "Valerio"

La stazione meteorologica di Pesaro è la stazione meteorologica di riferimento relativa alla città di Pesaro.

## Storia
La stazione meteorologica iniziò la sua attività nel 1861, grazie a Lorenzo Valerio che istituì con Regio Decreto, su istanza di Luigi Guidi, un osservatorio meteorologico e geofisico all'interno dell'area verde degli Orti Giulii.
La sede dell'osservatorio divenne la torretta, alla cui sommità si trova anche la cupola della specola utilizzata per le osservazioni astronomiche, mentre gli strumenti della stazione meteorologica trovarono collocazione su fondo erboso all'esterno della struttura.
I locali dell'osservatorio, oltre a custodire i registri cartacei con le varie osservazioni effettuate dalla seconda metà dell'Ottocento in poi, ospitano dal 1983 il Museo Guidi dove sono custoditi tutti gli strumenti utilizzati nel corso della storia per effettuare i vari tipi di osservazioni.

## Caratteristiche
La stazione meteorologica si trova nell'area climatica dell'Italia centrale, nelle Marche, in provincia di Pesaro e Urbino, nel comune di Pesaro, nel parco degli Orti Giulii, a 13 metri s.l.m. e alle coordinate geografiche 43°54′41″N 12°54′14″E.
La stazione e l'osservatorio sono gestiti dal Comune di Pesaro; l'osservatorio è intitolato a Lorenzo Valerio.

## Dati climatologici 1961-1990
In base alla media trentennale di riferimento 1961-1990, la temperatura media del mese più freddo, gennaio, si attesta a +3,8 °C, quella del mese più caldo, luglio, è di +22,8 °C.
Le precipitazioni medie annue, si attestano 742 mm, e mediamente distribuite in 89 giorni, presentano un minimo relativo in estate e un moderato picco in autunno.
L'eliofania assoluta media annua fa registrare il valore di 5,6 ore medie giornaliere, con picco di 10 ore medie giornaliere a luglio e minimo di 2,1 ore medie giornaliere a gennaio.
I venti presentano direzioni prevalenti di ponente nel periodo compreso tra novembre e gennaio, di tramontana a febbraio e marzo, di bora ad aprile e nel periodo compreso tra agosto e ottobre e di levante nel periodo compreso tra maggio e luglio; la velocità media massima di 3,7 m/s si verifica in gennaio, mentre la velocità media minima di 2,9 m/s viene registrata a maggio e a giugno.
| Pesaro Osservatorio (1961-1990)    | Mesi  | Mesi  | Mesi  | Mesi   | Mesi  | Mesi  | Mesi  | Mesi   | Mesi   | Mesi   | Mesi  | Mesi  | Stagioni | Stagioni | Stagioni | Stagioni | Anno |
| Pesaro Osservatorio (1961-1990)    | Gen   | Feb   | Mar   | Apr    | Mag   | Giu   | Lug   | Ago    | Set    | Ott    | Nov   | Dic   | Inv      | Pri      | Est      | Aut      | Anno |
| ---------------------------------- | ----- | ----- | ----- | ------ | ----- | ----- | ----- | ------ | ------ | ------ | ----- | ----- | -------- | -------- | -------- | -------- | ---- |
| T. max. media (°C)                 | 6,8   | 8,7   | 12,4  | 16,5   | 20,8  | 25,0  | 27,7  | 27,1   | 23,5   | 18,4   | 12,8  | 8,5   | 8,0      | 16,6     | 26,6     | 18,2     | 17,4 |
| T. min. media (°C)                 | 0,9   | 1,9   | 4,6   | 7,9    | 11,8  | 15,7  | 18,0  | 17,8   | 15,0   | 10,9   | 6,5   | 2,6   | 1,8      | 8,1      | 17,2     | 10,8     | 9,5  |
| Precipitazioni (mm)                | 60    | 51    | 52    | 60     | 60    | 53    | 40    | 47     | 77     | 91     | 83    | 68    | 179      | 172      | 140      | 251      | 742  |
| Giorni di pioggia                  | 8     | 7     | 8     | 9      | 8     | 6     | 4     | 5      | 7      | 9      | 9     | 9     | 24       | 25       | 15       | 25       | 89   |
| Eliofania assoluta (ore al giorno) | 2,1   | 2,9   | 4,3   | 6,2    | 7,8   | 8,4   | 10,0  | 9,0    | 6,9    | 4,9    | 2,8   | 2,2   | 2,4      | 6,1      | 9,1      | 4,9      | 5,6  |
| Vento (direzione-m/s)              | W 3,7 | N 3,6 | N 3,4 | NE 3,2 | E 2,9 | E 2,9 | E 3,0 | NE 3,0 | NE 3,1 | NE 3,2 | W 3,4 | W 3,6 | 3,6      | 3,2      | 3,0      | 3,2      | 3,3  |

## Temperature estreme mensili dal 1881 ad oggi
Nella tabella sottostante sono riportate le temperature massime e minime assolute mensili, stagionali ed annuali dal 1881 ad oggi, con il relativo anno in cui si queste sono state registrate.
La temperatura massima assoluta del periodo esaminato di +39,2 °C risale al luglio 1950, mentre la temperatura minima assoluta di -15,2 °C è del febbraio 1940.
| Pesaro Osservatorio (1881-2023) | Mesi         | Mesi         | Mesi         | Mesi        | Mesi        | Mesi        | Mesi        | Mesi        | Mesi        | Mesi        | Mesi        | Mesi         | Stagioni | Stagioni | Stagioni | Stagioni | Anno  |
| Pesaro Osservatorio (1881-2023) | Gen          | Feb          | Mar          | Apr         | Mag         | Giu         | Lug         | Ago         | Set         | Ott         | Nov         | Dic          | Inv      | Pri      | Est      | Aut      | Anno  |
| ------------------------------- | ------------ | ------------ | ------------ | ----------- | ----------- | ----------- | ----------- | ----------- | ----------- | ----------- | ----------- | ------------ | -------- | -------- | -------- | -------- | ----- |
| T. max. assoluta (°C)           | 20,0 (1979)  | 20,5 (2014)  | 25,2 (2001)  | 29,5 (1947) | 33,4 (2001) | 37,4 (2005) | 39,2 (1950) | 39,0 (1907) | 36,4 (2015) | 30,0 (1888) | 25,0 (2002) | 22,5 (2023)  | 22,5     | 33,4     | 39,2     | 36,4     | 39,2  |
| T. min. assoluta (°C)           | −13,0 (1985) | −15,2 (1940) | −10,0 (1971) | −2,3 (1929) | 0,9 (1957)  | 4,5 (1955)  | 9,3 (1929)  | 9,4 (1888)  | 4,9 (1929)  | 0,7 (1890)  | −3,0 (1922) | −10,6 (1940) | −15,2    | −10,0    | 4,5      | −3,0     | −15,2 |